# 염화 이온
염화 이온(영어: chloride ion, Cl−)은 염소가 전자를 하나 얻었을 때 생기는 음이온이다. 예를 들어 염산은 염화 이온을 갖고 있으며, 염화물(鹽化物)이라고 한다.

## 동물에서의 필요성
염화물은 신진 대사에 필요한 화학 물질이다. 또한 신체의 산 - 염기 균형을 유지하는 데 쓰인다. 혈액에 존재하는 염화물의 농도는 콩팥에 의해 결정된다.

## 예
예를 들어 염화 나트륨(화학식 : NaCl)이라 불리는 식탁용 소금이 물에 녹으면, Na+ 와 Cl− 이온으로 나뉜다.
염화 이온은 또한 아밀라아제 효소에 보철에도 사용된다.

## 같이 보기
- 할로젠화물